# ブラウン塾
ブラウン塾（ブラウンじゅく）は、アメリカ・オランダ改革派教会から派遣された宣教師S・R・ブラウンが横浜市山手に開いた私塾の神学校。

## 歴史
1873年（明治6年）にブラウンが修文館教師としての契約が切れると、横浜山手211番に私塾を始めた。ブラウン塾にバラ塾から奥野昌綱、押川方義、熊野雄七、植村正久、藤生金六、雨森信成、本多庸一らが合流して、後に彼らは日本キリスト教界の中心人物になった。
1876年（明治9年）には、アメルアンが講師として入ってきたことで神学教育が充実した。その他、E・R・ミラーやJ・H・バラがハティ・ブラウン、ハリエット・ウィンらが講師になり塾を支えた。
1877年(明治10年)に東京築地に東京一致神学校ができることになりブラウン塾は合流し閉校した。現在、ブラウン塾の跡地には横浜共立学園が建っている。
後に、明治学院神学部（-1930年）、東京神学社（-1930年）、日本神学校（1930年-1943年）、日本東部神学校（1943年-1944年）、日本基督教神学専門学校（1944年-1949年）、東京神学大学（1949年 - ）へとつながっていく。